# Moskauer Gedenksynagoge

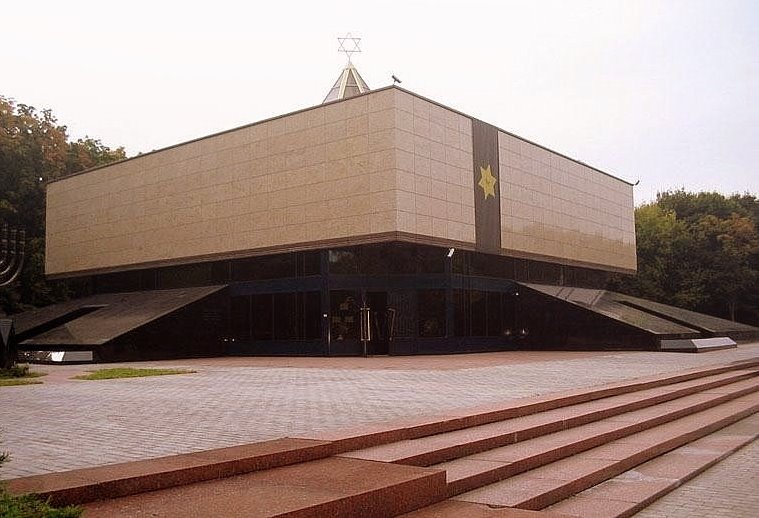
Außenansicht

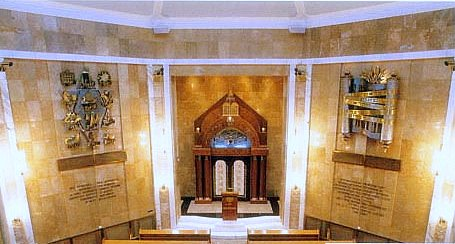
Innenansicht

Die Moskauer Gedenksynagoge (russisch Московская Мемориальная синагога) auf dem Poklonnaja-Hügel in Moskau wurde 1998 in Erinnerung an die Opfer des Holocaust errichtet und ist Teil des architektonischen Komplexes im Moskauer Siegespark, der 1995 anlässlich des fünfzigsten Jahrestages des Sieges im Großen Vaterländischen Krieg eröffnet wurde. Die Gedenksynagoge wurde vom Russisch-Jüdischen Kongress finanziert und in Anwesenheit des damaligen russischen Präsidenten Boris Jelzin eröffnet. Die Innenräume wurden vom israelischen Architekten und Bildhauer Frank Meisler gestaltet.

## Widmung und Ausstellungen
Die Synagoge ist die einzige ihrer Art in der Russischen Föderation. Die Dauerausstellung in den Räumlichkeiten des Gebäudes zeigt Alltagsgegenstände aus dem jüdischen Leben, die teils aus der Zeit der ersten Juden in Russland stammen, und zeugt somit vom jüdischen Beitrag zur kulturellen und wirtschaftlichen Entwicklung Russlands. Auch die tragische Seite der jüdischen Geschichte ist Teil der Ausstellung, wobei es nicht nur um den Holocaust geht: Im vorrevolutionären Russland waren über 400 Gesetze und Verordnungen in Kraft, die die Rechte der Juden einschränkten, insbesondere in den Bereichen Arbeit, Niederlassung, Kultur, Bildung und Ausübung religiöser Traditionen. Ein bedeutender Teil der Ausstellung ist der Geschichte des Holocaust gewidmet. Zu sehen sind vorwiegend Gegenstände und Schriftstücke, die von der nationalsozialistischen Besatzung und dem Schicksal der Ghettobewohner und der Todeslager zeugen. Darüber hinaus ist in der Synagoge die Geschichte der jüdischen Partisanen und der jüdischen Helden der Sowjetunion dokumentiert.
Ein eigener Abschnitt der Ausstellung ist jenen Russen, Ukrainern und Weißrussen gewidmet, die Juden in den besetzten Gebieten geholfen haben (und in der Folge als Gerechte unter den Völkern ausgezeichnet wurden).
Im Museum der Gedenksynagoge finden Exkursionen, Vorträge und Filmvorführungen über das Leben der Juden in Russland und über den Holocaust statt. Neben der Dokumentation der jüdischen Geschichte in Russland ist es dabei ausdrückliches Ziel, Toleranz und Bewusstsein für Geschichte zu fördern. In diesem Bereich besteht eine enge Zusammenarbeit mit dem Russischen Forschungs- und Bildungszentrum „Holocaust“.